# Les Cavaliers du crépuscule
Pour plus de détails, voir Fiche technique et Distribution.
Les Cavaliers du crépuscule (The Sundowners) est un western américain réalisé par George Templeton, sorti en 1950.

## Synopsis
Éleveurs dans le nord du Texas, les frères Cloud, Tom et Jeff, trouvent le cadavre d'un de leurs rares cow-boys, Juan, dissimulé sous un buisson. Propriétaires d'un ranch et de bétail convoités par beaucoup de concurrents, ils rapportent l'assassinat au shérif mais ce dernier refuse de les aider car ils se sont installés volontairement sur des terres désirées par d'autres cavaliers qui n'hésitent pas à les intimider. Lorsque les frères retournent au ranch, ils y découvrent leur aîné qu'ils détestent cordialement, James alias "Kid Wichita". Ce dernier est réputé pour sa gâchette facile et sa violence désinvolte. D'abord réticent, Tom accepte de l'héberger car il n'a plus d'hommes de main pour l'aider à s'occuper de son troupeau. Mais James intensifie la guerre entre Tom et les autres rangers en volant les bêtes de ses voisins pour gonfler son cheptel tandis que Jeff, le plus jeune des trois, subit la mauvaise influence de "Kid Wichita" au point de suivre son exemple, ce qui inquiète Tom. Mais il est encore plus énervé lorsqu'il découvre que James tourne autour de sa maîtresse, la belle Kathleen qui n'est pas insensible au charme de "Kid Wichita"...

## Fiche technique
- Titre original : The Sundowners
- Titre français : Les Cavaliers du crépuscule
- Réalisation : George Templeton
- Scénario : Alan Le May
- Montage : Jack Ogilvie
- Musique : Alberto Colombo, Leonid Raab et Rudy Schrager
- Photographie : Winton C. Hoch
- Production : Alan Le May et George Templeton
- Société de production : Le May-Templeton Pictures
- Société de distribution : Eagle-Lion Films
- Pays d'origine :  États-Unis
- Langue originale : anglais
- Format : technicolor
- Genre : western
- Durée : 83 minutes
- Date de sortie :
  -  États-Unis : 2 février 1950

## Distribution
- Robert Preston : James Cloud alias Kid Wichita
- Robert Sterling : Tom Cloud
- John Drew Barrymore : Jeff Cloud
- Chill Wills : Sam Beers
- Cathy Downs : Kathleen Boyce
- John Litel : John Gall
- Jack Elam : Earl Boyce
- Don Haggerty : shérif Elmer Gall
- Stanley Price : Steve Fletcher
- Clem Fuller : Turkey
- Frank Cordell : Jim Strake
- Dave Kashner : Gill Bassen